# Symfonie nr. 19 (Mjaskovski)
Nikolaj Mjaskovski componeerde zijn Symfonie nr. 19 in Es-majeur in 1938 en orkestreerde het werk in januari 1939. Deze 19e symfonie vormt een buitenbeentje in het repertoire van de componist, maar ook in de reeks van symfonieën. De symfonie is gecomponeerd voor harmonieorkest, wat in die tijd niet vaak voorkwam. Deze symfonie is de eerste gecomponeerd door een Russisch componist voor dat type orkest. Mjaskovski had een lijntje met het leger. In zijn diensttijd viel hem op, dat de muziek voor de orkesten van het leger van nogal matige kwaliteit was. Tegelijkertijd vroeg de dirigent van het orkest van de Russische Cavalerie (Ivan Petrov) een werk aan Mjaskovski. Qua stijl verschilt de symfonie niet van zijn andere symfonieën: geen al te moderne muziek, maar gedegen en vakkundige muziek.
De symfonie is geschreven voor de 21e verjaardag van het Rode Leger en werd voor het eerst gespeeld door het Orkest van het Ministerie van Defensie van de Sovjet-Unie onder leiding van Petrov. Van twee delen uit deze symfonie bestaat ook een versie voor strijkorkest (opus 46a)

## Delen
1. Maestoso
2. Moderato
3. Andante
4. Poco maestoso

## Discografie
- Staats Blaasorkest van de Sovjet-Unie o.l.v. Ivan Petrov (LP Monitor MC 2038)
- Orkest van het Ministerie van Defensie van de Sovjet-Unie o.l.v. Nikolaj Mikailov (LP HMV-Melodiya ASD 3237 / CD Melodiya (Australia) MA 15187 / Olympia OCD 105 / Zyx-Melodiya MEL 46024-2)
- Stockholm Concert Band o.l.v. Gennadi Rozjdestvenski (Chandos CHAN 9444)
- Russisch Staats Harmonieorkest o.l.v. Nikolaj Sergejev (Russian Disc RD CD 11 007)
- Academisch Symfonieorkest van de Russische Federatie o.l.v. Jevgeni Svetlanov (Russian Disc RDCD 00653 / Warner 2564 69689-8)

Symfonie nr. 1 · 2 · 3 · 4 · 5 · 6 · 7 · 8 · 9 · 10 · 11 · 12 · 13 · 14 · 15 · 16 · 17 · 18 · 19 · 20 · 21 · 22 · 23 · 24 · 25 · 26 · 27